# Lista över UN-nummer 0001 till 0100
Detta är en lista över UN-nummer 0001 till 0100.

## UN 0004 till 0099[1]
| UN-nummer         | Klass | Namn |
| ----------------- | ----- | --- |
| UN 0004           | 1     | Ammoniumpikrat, torrt eller fuktat med mindre än 10 vikt-% vatten.                                           |
| UN 0005 - UN 0007 | 1     | Patroner för vapen, med sprängladdning.                                                                      |
| UN 0009 - UN 0010 | 1     | Brandammunition, med eller utan central-, separerings- eller drivladdning.                                   |
| UN 0012           | 1     | Patroner för vapen, fullprojektil eller patroner, handeldvapen                                               |
| UN 0014           | 1     | Patroner för vapen, lös ammunition eller patroner, handeldvapen, lös ammunition                              |
| UN 0015 + UN 0016 | 1     | Rökammunition, med eller utan central-, separerings- eller drivladdning.                                     |
| UN 0018 + UN 0019 | 1     | Tårgasammunition, med central-, separerings- eller drivladdning.                                             |
| UN 0020 + UN 0021 | 1     | Ammunition, giftig, med central-, separerings- eller drivladdning.                                           |
| UN 0027           | 1     | Svartkrut (vapenkrut) som korn eller pulver.                                                                 |
| UN 0028           | 1     | Svartkrut, presskoppar eller som tabletter.                                                                  |
| UN 0029           | 1     | Sprängkapslar, icke elektriska                                                                               |
| UN 0030           | 1     | Sprängkapslar, elektriska                                                                                    |
| UN 0033 - UN 0035 | 1     | Bomber, med sprängladdning                                                                                   |
| UN 0037 - UN 0039 | 1     | Fotobomber                                                                                                   |
| UN 0042           | 1     | Förstärkningsladdningar, utan sprängkapsel                                                                   |
| UN 0043           | 1     | Centraladdningar, explosiva                                                                                  |
| UN 0044           | 1     | Tändhattar                                                                                                   |
| UN 0048           | 1     | Förstörelseladdningar                                                                                        |
| UN 0049 + UN 0050 | 1     | Blixtljuspatroner                                                                                            |
| UN 0054           | 1     | Signalpatroner                                                                                               |
| UN 0055           | 1     | Patroner, tomma med tändhatt                                                                                 |
| UN 0056           | 1     | Sjunkbomber                                                                                                  |
| UN 0059           | 1     | RSV-laddningar, utan sprängkapsel                                                                            |
| UN 0060           | 1     | Överföringsladdningar                                                                                        |
| UN 0065           | 1     | Detonerande stubin, flexibel                                                                                 |
| UN 0066           | 1     | Antändningstråd                                                                                              |
| UN 0070           | 1     | Linavskärare, explosiva                                                                                      |
| UN 0072           | 1     | Cyklotrimetylentrinitramin, (Cyklonit, Hexogen, RDX), Fuktat med minst 15 vikt-% vatten.                     |
| UN 0073           | 1     | Sprängkapslar för ammunition                                                                                 |
| UN 0074           | 1     | Diazodinitrofenol, fuktad, med minst 40 vikt-% vatten eller blandning av vatten och alkohol.                 |
| UN 0075           | 1     | Dietylenglykoldinitat, okänsliggjord, med minst 25 vikt-% icke-flyktigt, vattenolösligt flegmatiseringsmedel |
| UN 0076           | 1     | Dinitrofenol, torr eller fuktad med mindre än 15 vikt-% vatten                                               |
| UN 0077           | 1     | Dinitrofenolater av alkalimetaller, torra eller fuktade med mindre än 15 vikt-% vatten.                      |
| UN 0078           | 1     | Dinitroresorcin, torrt eller fuktat med mindre än 15 vikt-% vatten.                                          |
| UN 0079           | 1     | Hexanitrodifenylamin (dipikrylamin eller hexyl)                                                              |
| UN 0081           | 1     | Blandsprängämne, typ A                                                                                       |
| UN 0082           | 1     | Blandsprängämne, typ B                                                                                       |
| UN 0083           | 1     | Blandsprängämne, typ C                                                                                       |
| UN 0084           | 1     | Blandsprängämne, typ D                                                                                       |
| UN 0092           | 1     | Bloss, yttäckande                                                                                            |
| UN 0093           | 1     | Luftbloss |
| UN 0094           | 1     | Blixtljuspulver                                                                                              |
| UN 0099           | 1     | Bergspräckningsanordningar, explosiva, utan sprängkapsel, för oljeborrhål                                    |